# Ana Kokić
Ana Kokić (Servisch: Ана Кокић) (Belgrado, 11 maart 1983) is een Servische zangeres en model. Naast een solocarrière is ze ook onderdeel van de popgroep Energija.

## Discografie

### Albums
| Release | Album            |
| ------- | ---------------- |
| 2006    | Mojne Mala       |
| 2007    | Godine Nestvarne |
| 2011    | Psiho            |